# Externalidad

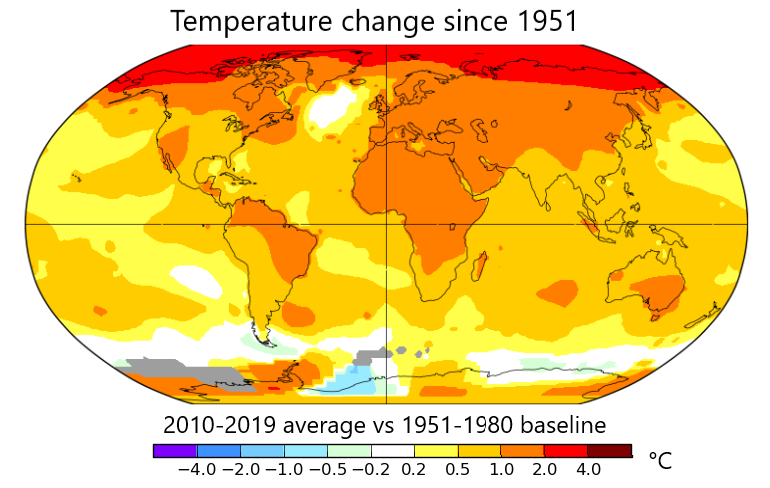
Calentamiento global. Este fenómeno es un ejemplo de externalidad negativa para el planeta, que está teniendo que afrontar las consecuencias de la emisión de gases invernadero expedidos por la actividad humana.

Una externalidad es una situación en la que los costes o beneficios de producción o consumo de algún bien o servicio no se reflejan en su precio de mercado. En otras palabras, son externalidades aquellas actividades que afectan a otros sin que estos paguen por ellas o sean compensados. Existen externalidades cuando los costos o los beneficios privados no son iguales a los costes o los beneficios sociales. Los dos tipos más importantes son las economías externas (externalidad positivas) o las deseconomías externas (externalidades negativas). Una mejor clarificación: una externalidad es el «Efecto negativo o positivo de la producción o consumo de algunos agentes sobre la producción o consumo de otros, por los cuales no se realiza ningún pago o cobro».
Jean-Jacques Laffont da una definición de uso común: Las externalidades son efectos indirectos de las actividades de consumo o producción, es decir, los efectos sobre agentes distintos al originador de tal actividad (y) que no funcionan a través del sistema de precios. En una economía competitiva privada, los equilibrios no estarán, en general, en un óptimo de Pareto, ya que solo reflejará efectos privados (directos) y no los efectos sociales (directo más indirecto), de la actividad económica. Técnicamente esto se interpreta como: «cualquier efecto indirecto que ya sea una actividad de producción o consumo tiene sobre una función de utilidad o sobre un conjunto de consumo o conjunto de producción».
Las externalidades son generalmente clasificadas en externalidades negativas, cuando una persona o una empresa realiza actividades, pero no asume todos los costos, efectivamente traspasando a otros, posiblemente la sociedad en general, algunos de sus costos; y externalidades positivas, cuando esa persona o empresa no recibe todos los beneficios de sus actividades, con lo cual otros —posiblemente la sociedad en general— se benefician sin pagar. Recientemente se habla de un tercer grupo: externalidades posicionales.
Economistas como Friedrich von Hayek y Milton Friedman, se refieren a veces a las externalidades como «efectos secundarios» (spillovers).
Más allá del efecto sobre individuos o grupos, se considera, desde el punto de vista de la economía, que el efecto de las externalidades es distorsionar el mercado y, consecuentemente, la asignación eficiente de los recursos en un sistema económico.

## Origen y evolución del concepto
El estudio de actividades económicas cuyos beneficios y costes se extienden más allá de quienes las utilizan o implementan directamente puede trazarse a Adam Smith, quien, en el libro 5 de La Riqueza de las Naciones y con posterioridad a un largo y detallado análisis en relación con cosas tales como la administración de justicia, defensa nacional, y otras instituciones (tales como educación) y obras públicas, etc., concluye aduciendo que dado que esas actividades son establecidas para el beneficio general de toda la sociedad es razonable, por lo tanto, que deban ser sufragadas por la contribución general de toda la sociedad, todos los diferentes miembros contribuyendo, en la medida de lo posible, en proporción a sus respectivas capacidades. Sin embargo, Smith deja claro que, en su opinión, esos gastos deberían ser idealmente cubiertos por quienes se benefician más inmediata y directamente. Por ejemplo, los estudiantes pueden pagar por su educación, y los peajes «liberan los ingresos generales de la sociedad de una carga muy considerable». (Smith - op. cit, libro 5: Conclusión)

### Externalidades y economía
La discusión en esta época (siglos xix y xx) se centró, como era típico en la escuela clásica, en los efectos generales, que permitían ya sea la obtención de beneficios sin contribuir o el sufrimiento de consecuencias sin beneficios. El ejemplo clásico es la construcción de un faro, que beneficiara el comercio en un puerto y, a través de él, en una región, pero al mismo tiempo tendrá algunos efectos negativos, aumentando el tránsito vehicular y el coste de las viviendas, etc. Sucede que no necesariamente todos aquellos que se benefician estarán dispuestos a contribuir al financiamiento de la obra (ver problema del polizón). La solución obvia sería recurrir a algún impuesto, pero en ese caso es posible que terminen pagando algunos de los que sufren las consecuencias negativas.
La situación perduró a lo largo de esas líneas de «beneficios generales»; argumentos centrándose generalmente en materias de extensión e implementación: no siempre es conveniente o práctico cobrar a los usuarios directos en cada ocasión en, por ejemplo, las calles de pueblos y ciudades o se puede considerar que los beneficios de una educación pública generalizada y gratuita a los estudiantes más que justifican el hecho que son financiados comunalmente. Igualmente, no es necesariamente la mejor opción que materias de justicia estén abiertas a consideraciones de «pagos», etc.
El estudio de esos fenómenos fue modificado profundamente con la aparición del neoclasicismo. Alfred Marshall nota, en su obra Principios de economía (1890) que no solo existen beneficios o costos «generales» sino también «sectoriales» e incluso individuales. Adicionalmente, Marshall enfatiza que esos efectos son resultados inesperados: algunas empresas obtienen una reducción en los costes que no son resultado de las acciones de ellas mismas, sino que se originan externamente debido, por ejemplo, a la expansión del mercado o a la mejor calidad en la mano de obra, consecuencia del acceso a mejores niveles de salud, educación y cultura provistos por otras firmas o por la sociedad como un todo. Para Marshall entonces, el alcance del concepto se refiere a efectos que son externos a la empresa, pero muchas veces internos de la industria en general. Mishan expone simplemente el argumento marshalliano en los siguientes términos:

Suponiendo que todas las firmas son igualmente eficientes, una expansión de la industria competitiva debida a por ejemplo la incorporación de una nueva firma reduce los costos medios de todas las otras firmas, incluyendo la nueva. Dado que la reducción total de costos experimentada por todas las firmas intramarginales es atribuida a la entrada de la nueva firma, el verdadero costo de la producción adicional no es el costo total calculado por esta firma, sino ese costo total menos los ahorros que experimentan las otras firmas.
E. J. Mishan

Este nuevo concepto, que Marshall denomina efectos externos, fue introducido a fin de explicar las economías de escala, que Marshall había observado, a través de una propuesta de costos decrecientes con el aumento de producción. Esta sugerencia parece, a primera vista, contraponerse directamente a la «ley» de los rendimientos decrecientes, lo que generó, y aún genera, alguna discusión (ver, por ejemplo Bifani, op, cit). Sin embargo, un análisis más detallado sugiere que tal contradicción podría ser solo aparente.
Generalmente se considera que fue Arthur Pigou () quien inició el análisis moderno de los «efectos externos», profundizando el análisis marshalliano en su Economics of Welfare (1920) Pigou se interesa en la relación entre los efectos individuales y sociales del fenómeno: «la relación que debía fijarse entre el valor del producto marginal neto privado y el producto neto social». Cuando los beneficios sociales exceden a los beneficios privados (situación que Pigou denomina efectos positivos) la empresa tenderá a producir menos que lo socialmente deseable, dado que está recibiendo beneficios inferiores a la utilidad aportada por sus productos (siendo específicos: está vendiendo a un precio inferior al óptimo para maximizar su ganancia). Por el contrario, cuando los beneficios privados son superiores al beneficio social (efectos negativos) la empresa tenderá a producir más que lo socialmente deseable, dado que efectivamente está traspasando parte de sus costes a terceros. (de nuevo, siendo específicos: está obteniendo una ganancia superior a la obtenible si todos los costes fueran considerados)
Esto, en la opinión de Pigou, justifica una intervención estatal a fin de corregir lo que es percibido como un fallo de mercado. (ver Pigou y la economía del bienestar), intervención que tomara la forma de un subsidio a las empresas que producen externalidades positivas y un gravamen en el caso de las externalidades negativas. Lo anterior dio origen a los llamados impuestos pigouvianos. Es generalmente considerado que William Baumol ha sido instrumental en adecuar esas propuestas a concepciones económicas contemporáneas, en su obra On Taxation and the Control of Externalities (1972).
En la opinión de Baumol, las externalidades se pueden clasificar en beneficiosas, aquellas que crean beneficios externos a quienes están directamente envueltos en la producción de los bienes en cuestión; y detrimentales, las que imponen un costo a otros. El efecto principal de las externalidades es deformar la asignación racional o eficiente de recursos: en teoría, los recursos económicos son asignados a través del mecanismo de la oferta y demanda con el máximo de eficiencia. Pero si los precios de mercado no corresponden a los costos o beneficios reales, el mecanismo no funciona.
Casi al mismo tiempo de la obra original de Baumol, Ernst Friedrich Schumacher reintroduce la consideración de efectos «generales» de las externalidades, en su libro Lo pequeño es hermoso (1973), sugiriendo que esos «fallos de mercado» son «defectos sistemáticos» de un sistema económico que equipara lo más con lo mejor. «Por supuesto, las empresas crean productos útiles y empleos. Sin embargo, el cálculo robótico que las dirige les obliga a pagar lo menos posible por los recursos que utilizan y a transferir el máximo posible de sus costos a otros, ya sea los trabajadores, los contribuyentes, las generaciones futuras, o la naturaleza. Esto sucede todos los días, automáticamente y de forma masiva, sin que nadie capaz de detenerlo». decir lo anterior no es, en la opinión de los partidarios de Schumacher, gran novedad, «lo que es nuevo es que la acumulación de estos costos externalizados ha llegado al punto en que la integridad biológica de nuestro planeta está en grave peligro».
Aún anteriormente (1968) a la contribución de Schumacher, Garret Hardin había publicado su tragedia de los comunes, en el cual sugiere que la solución al problema del abuso y demanda sin límites o restricciones sobre los recursos naturales se encuentra en la restricción incremental de algunos derechos o libertades.
Lo anterior ha dado origen a la consideración de aspectos ecológicos y de sostenibilidad en relación con materias de crecimiento económico.

### Externalidades y nivel de vida
Mark Sommer ha puesto de relieve de manera excelente la relación no siempre clara que existe en el nivel de vida de los habitantes de un país desarrollado medido en términos de bienestar y la forma como un nivel de bienestar creciente exige un montón de externalidades también creciente, las cuales terminan recayendo en personas y países «invisibles» y ajenos a dichos habitantes. Es demasiado frecuente que los países, clases y personas que tienen mayor poder económico emplean este poder para elevar su nivel de vida a costa de los demás, es decir, a costa de las externalidades por medio de las cuales se trasladan los costes crecientes de dicho bienestar a los demás países, clases y personas:

Al construir una economía y una cultura con la premisa escapista de conveniencia y confort perpetuos, los estadounidenses no han podido darse cuenta de que el peso de su prometido bienestar está siendo sostenido por multitudes de otros aparentemente invisibles seres vivientes, cuyo propio bienestar se ve perjudicado y cuya supervivencia está siendo puesta en peligro precisamente por esa carga que le es ajena.

En sí mismo, el anhelo de escapar de las tareas pesadas y de las incomodidades no es un impulso humano exclusivo de los estadounidenses. El problema está en la adoración religiosa de la comodidad como el más alto bien de la vida y en la deliberada despreocupación ante el terrible precio escondido que el confort de unos exige a muchos otros.
En definitiva, los estadounidenses también pagan un alto precio, tanto en insatisfacción personal como a consecuencia de las venganzas elaboradas contra ellos por otros no tan privilegiados.
Los economistas tienen un nombre para los desórdenes no reparados por quienes los crearon: «externalidades». Como ninguna otra civilización en la historia humana, los estadounidenses generaron una montaña de «externalidades» por las cuales ellos y otros y generaciones tanto futuras como actuales pagarán finalmente.

Habría que agregar, en compensación, las enormes externalidades positivas que los estadounidenses han generado y que van desde innovaciones en medicina hasta aportes culturales, pasando por todo tipo de ideas, servicios y productos para ver la pintura completa. Tal vez la externalidad positiva más importante, por lo conspicua y actual, originada en la tecnología norteamericana se encuentra en la liberación de toda la información obtenida a través de los satélites artificiales (de comunicaciones y de ciencias de la Tierra), al desarrollo del software libre y a las consecuencias positivas incalculables de la tecnología actual en gran parte desarrollada en los Estados Unidos. La misma Wikipedia es un ejemplo de este desarrollo reciente, cuyo impacto técnico, social y económico en nuestra sociedad todavía dista mucho de estar agotado. También la liberación de la información satelital obtenida por la NASA y otras organizaciones gubernamentales norteamericanas (y de otras partes) están ayudando a comprender y enriquecer la información y conocimiento científico de nuestro planeta, comprensión que no tiene fronteras gracias a que los beneficios y avances tecnológicos del gobierno de los Estados Unidos están puestos, por ley, a disposición de todo el mundo.

### Externalidades y medio ambiente

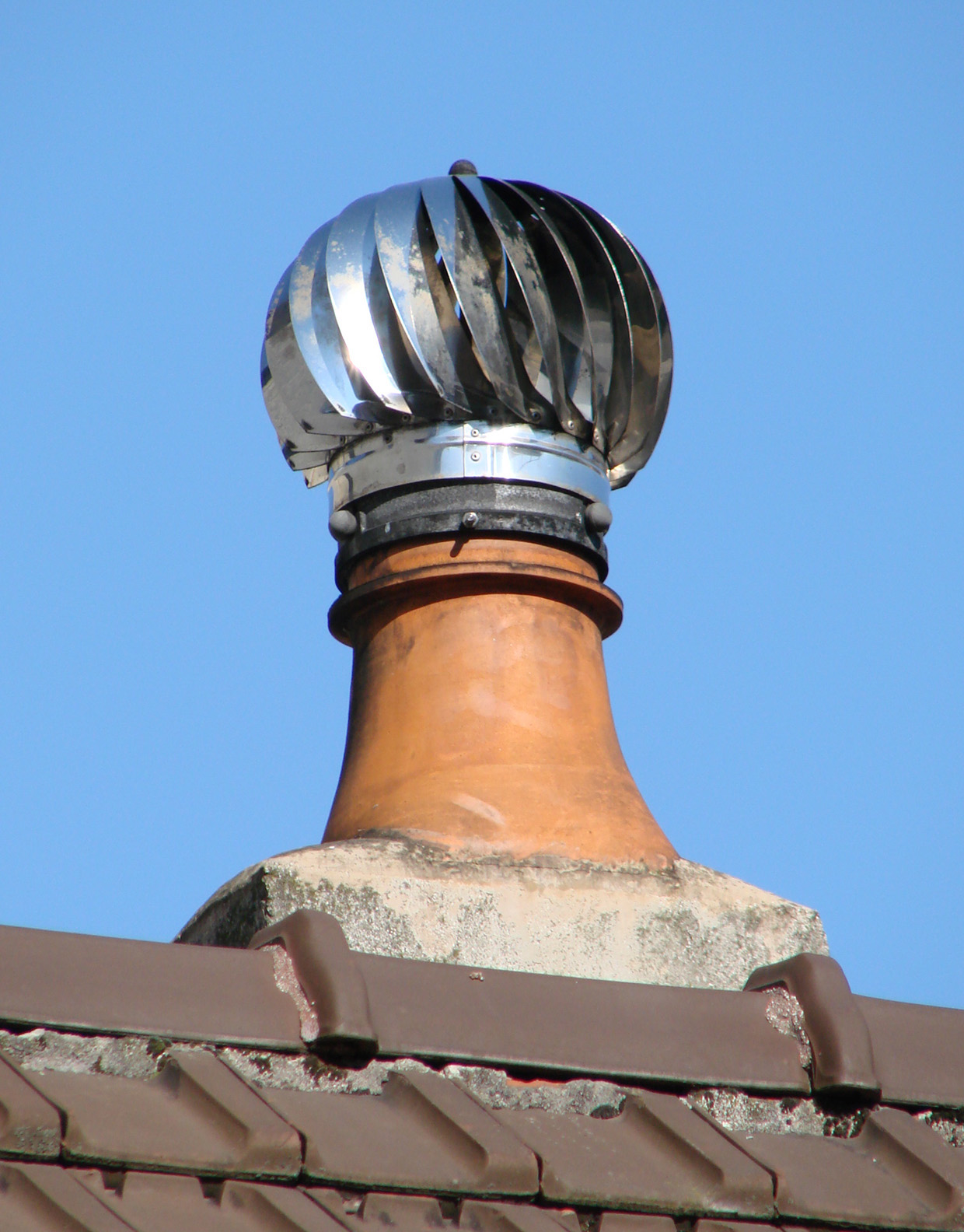
Chimenea en el medio urbano para extraer el humo del hogar que sirve de calefacción. Las hojas circulares del extractor móvil ayudan a sacar el aire viciado de adentro, como puede verse en lo oscuro de la parte interna de las aspas. Este humo se disipa en el exterior, salvo cuando existe una inversión térmica en la baja atmósfera que difunde la contaminación a ras del suelo. En dicho caso hay que emitir un alerta de excesivo peligro de contaminación para limitar los efectos de la misma.

Las externalidades se dan con frecuencia en actividades relacionadas con el medio ambiente, en casos en los que los derechos de propiedad no están bien definidos. Un ejemplo clásico es la contaminación del aire o el agua. Las soluciones que se aplican en la realidad suelen comprender tanto los impuestos y las subvenciones como la regulación. La asignación de derechos de emisión de gases de efecto invernadero de acuerdo al Protocolo de Kioto sería un ejemplo de asignación de los derechos de propiedad.
La explicación más clara sobre las externalidades negativas en materia ecológica en la construcción de obras de infraestructura está indicada en una cita de Barry Commoner:

Clearly, we have compiled a record of serious failures in recent technological encounters with the environment. In each case, the new technology was brought into use before the ultimate hazards were known. We have been quick to reap the benefits and slow to comprehend the costs.
Definitivamente, hemos recogido un registro de fallas serias en recientes aplicaciones de la tecnología al ambiente natural. En cada caso, la nueva tecnología se ha aplicado sin que se conocieran siquiera los nuevos peligros de esas aplicaciones. Hemos sido muy rápidos en buscar los beneficios y muy lentos en comprender sus costes.
Barry Commoner

La imagen de una calle en Cardiff sirve de ejemplo al problema de las externalidades negativas del crecimiento de la población urbana: puede ser que, en un primer momento, la calefacción con carbón no causara problemas contaminantes muy serios, pero cuando este tipo de calefacción se incrementa a miles y hasta millones de viviendas en una gran ciudad, esos problemas se multiplican de manera exagerada, por lo que los gobiernos de las mismas tienen que tomar medidas drásticas. El ejemplo de Londres a mediados del siglo xx, que en una semana murieron más de 5000 personas por la concentración de humo, cenizas y dióxido de carbono procedentes de la calefacción doméstica constituyó un hito en la adopción de medidas anticontaminantes. Y las modernas ciudades que tienen un tipo de calefacción no contaminante tienen ahora un nuevo problema de contaminación: el procedente de millones de automóviles con motor de combustión interna. De hecho, en muchas ciudades se restringe el uso del automóvil cuando los niveles de contaminación llegan a un tope previamente establecido.
Así, el transporte mediante el uso del automóvil genera unos niveles de contaminación que tienen que soportar tanto los que usan esos automóviles como los simples peatones en una ciudad. Y con el consumo de tabaco se ven muy claro las externalidades tanto positivas como negativas que conlleva con ese consumo. Por ejemplo, sabemos que una persona fumadora tiene mucho más riesgo de contraer cáncer (sobre todo, en las vías respiratorias) que otra que no fuma. Sin embargo, ambas suelen pagar unas cuotas similares de seguro médico. En este caso, la persona fumadora es recipiente, indirectamente, de una externalidad positiva mientras que la persona no fumadora está pagando por costes que, en justicia no le corresponden, al menos en lo que se refiere al cáncer de las vías respiratorias. Lo justo sería que los fumadores absorbieran unos costos superiores del sistema de salud, equivalentes a la diferencia promedio en el tratamiento de dicha forma de cáncer entre los dos grupos en cuestión. Afortunadamente, la decisión de muchos países de eliminar por completo el consumo de tabaco en los sitios público ha venido a solucionar, al menos en gran parte, dicho problema.

## Clasificación
Las externalidades actualmente se clasifican en positivas; negativas y posicionales.

Efecto de una externalidad positiva.

- Externalidad positiva: se produce cuando las acciones de un agente aumentan el bienestar de otros agentes de la economía. Por ejemplo, supongamos que existe un cultivo de árboles frutales en un lugar determinado. Vecino a éste se encuentra una empresa que extrae miel de abejas. Las abejas, para producir miel, necesitan del néctar de las flores; a su vez, para que los árboles den frutas, es necesario que exista una polinización, la cual se facilita por el movimiento de insectos de flor en flor. Por lo tanto, sin haber pagado por ello, el dueño de los árboles está beneficiándose de una externalidad positiva por el hecho de que el vecino produzca miel de abejas y tenga abejas cercanas a su cultivo. De la misma forma, el vecino está recibiendo una externalidad positiva, producida por el cultivo de árboles, por el hecho de tener cerca las flores de estos.

Efecto de una externalidad negativa.

- Externalidad negativa: se produce cuando las acciones de un agente reducen el bienestar de otros agentes de la economía. Supongamos, por ejemplo, que existe un criadero de truchas en un lugar determinado. Para que las truchas crezcan y se desarrollen correctamente, deben mantenerse en aguas limpias libres de contaminación. Sin embargo, en un lugar cercano, existe un cultivo de flores que utiliza sustancias químicas para controlar las plagas de las flores. Por el viento y las condiciones climáticas, estos compuestos químicos contaminan las fuentes de agua cercanas, por lo tanto, el criador de truchas se ve seriamente afectado por las acciones del cultivo de flores cercano; es decir, está sufriendo un efecto negativo externo a él (una externalidad negativa).

- Externalidades posicionales: se refieren a un tipo especial de externalidad que depende de la posición respectiva de los actores o bienes, etc, en una situación. El concepto fue introducido por Fred Hirsh en 1976[24] y profundizado por Robert H. Frank.[25] Un ejemplo de externalidad de posición es el fenómeno de «carrera de sobreeducación» —refiriéndose a la educación superior— en el mercado laboral de EE. UU. En la década de 1960, muchos jóvenes norteamericanos de clase media, se consideraban preparados para su carrera al completar una licenciatura. Sin embargo, en la década de 1990, muchas personas del mismo grupo social deseaban completar una maestría, con la esperanza de «parecer mejor que» otros competidores en el mercado de trabajo, señalando a empleadores potenciales su mejor calidad como empleados «con potencial». Consecuentemente, en la primera década del 2000, algunos trabajos en los cuales anteriormente solo se exigía una licenciatura, tales como puestos de análisis de políticas, requieren una maestría académica. Algunos economistas (Frank y otros) sostienen que este aumento de las calificaciones académicas «necesarias» van más allá de lo que es eficiente, que, esencialmente, se trata de un mal uso (derroche) de los recursos sociales y personales que se invierten en la realización de estos grados de maestría. Otro ejemplo es la compra de joyas como regalo para otra persona, por ejemplo, un cónyuge. Un marido puede buscar demostrar que valora su esposa más que otros valoran las de ellos, a través de comprar joyas más caras que esos otros. Similarmente, alguien puede tratar de demostrar cuan bien está económicamente a través de gastar más que otros. Al igual que en el primer ejemplo, el ciclo sigue empeorando, ya que cada actor busca posiciones a sí mismo como mejor en relación con los otros actores. Popularmente esto se conoce como keeping up with the Joneses.

Las externalidades pueden darse en:
- El consumo: Cuando las decisiones de consumo de un agente afectan a la utilidad de otro agente. Pueden ser positivas y negativas. Es negativa si, por ejemplo, nuestro vecino escucha música durante la noche afectando nuestro sueño y nuestro derecho a dormir. Es positiva en el caso en que disfrutemos la música porque nos gusta.
- La producción: cuando las decisiones de producción de una empresa afectan a las posibilidades de producción de otra empresa.
- En el consumo y la producción: cuando, por ejemplo, las decisiones de producción de una empresa afectan al nivel de utilidad que alcanza un consumidor.

## Ejemplos

### Negativo
Una externalidad negativa (también llamada “costo externo” o “deseconomía externa”) es una actividad económica que impone un efecto negativo a un tercero no relacionado. Puede surgir ya sea durante la producción o el consumo de un bien o servicio. La contaminación es denominada una externalidad porque impone costos en las personas que son “externas” al productor y consumidor del producto contaminante. Barry Commoner comentó los costos de las externalidades: 
Claramente, hemos recopilado un registro de fallas importantes de encuentros de la tecnología reciente con el ambiente. En cada caso la nueva tecnología fue traída en uso antes de que los últimos riesgos fueran conocidos.  Hemos sido rápidos para para recoger los beneficios y lentos para comprender los costos.
Muchas externalidades negativas están relacionadas con las consecuencias de producción y uso de artículos de tipo ambiental. Artículos de Economía ambiental también hablan de externalidades y como pueden ser abordadas en el contexto de problemas ambientales.
Los ejemplos para externalidades negativas de producción incluyen:
- Contaminación atmosférica por quema de combustibles fósiles. Esta actividad causa daños en los cultivos, edificios (históricos) y salud pública.

- Contaminación hídrica por industrias que tiran aguas residuales las cuales dañan las plantas, animales y seres humanos. El uso de agua para el cultivo de plantas puede imponer una externalidad negativa a los ciudadanos de los países o estados que pueden verse afectados por la falta, escasez o calidad deficiente del agua.

- Contaminación acústica durante los procesos de producción, que pueden perturbar mentalmente y psicológicamente.

- Los efectos negativos de la cría intensiva de animales, incluyen el “incremento de la reserva de bacterias resistentes a los antibióticos por el Abuso de antibióticos”; problemas en la calidad de aire; contaminación de ríos, arroyos y aguas litorales que concentran residuos de origen animal; asimismo, los problemas de bienestar de los animales es un resultado del encierro extremo en que los animales están sometidos.[29]

Los ejemplos de externalidades negativas en el consumo incluyen:
- Contaminación acústica. Privación del sueño debido a un vecino que escucha música muy alta muy tarde en la noche.

- Resistencia de antibióticos causada por el abuso a los antibióticos.

- Fumador pasivo. Costos compartidos por la disminución de la salud y vitalidad causada por el abuso del alcohol y o tabaco.

- Congestión vehicular. Cuando más personas usan las carreteras y calles públicas, los usuarios experimentan, debido a ello,  más tiempo en el tráfico y viajes más largos además de un aumento de la contaminación por la mayor duración de los viajes. Y lo peor en este caso es que, en el interior de las ciudades existen tendencias en el gobierno ciudadano para que las políticas se dirizcan a una disminución de la velocidad a un nivel que aumenta el consumo de combustibles por km y tiempo y, en consecuencia, a un aumento de la contaminación que toda la población debe sufrir. El aumento de las personas que usan las carreteras también incrementa la probabilidad de accidentes.[30]

### Positivos
Una externalidad positiva (también llamado beneficio externo o beneficio económico o externalidad beneficiaria) es el efecto positivo de una actividad impuesta por un tercero no relacionado. Similar a una externalidad negativa puede surgir ya sea del lado de la producción o del lado del consumo.
Los ejemplos de externalidades de producción positiva incluyen:
- La construcción y operación de un aeropuerto. Esto va a beneficiar a empresarios locales porque aumentan su accesibilidad.

- Una firma extranjera que muestra tecnología actualizada a firmas locales y mejora su productividad.

Los ejemplos de externalidades de consumo positivas incluyen:
- Una persona que recibe una vacuna para una Enfermedad contagiosa no solo disminuye la probabilidad de que el individuo se infecte, también disminuye de que otros se infecten a través del contacto con este individuo.

- El aumento de la Educación puede llevar beneficios para crear una sociedad más desarrollada, traducida en una Productividad económica mayor, a una tasa de desempleo menor, mejores movilidades domésticas y mayores tasas de Participación política.

La existencia o manejo de externalidades puede dar aumento a los problemas políticos o legales.

### Posicionales
Una externalidad posicional “ocurre cuando nuevas compras alteran la relevancia del contexto, donde la existencia de un bien posicional es evaluada”.  Rober H. Frank da los siguientes ejemplos:
Si algunos postulantes a un trabajo empiezan a usar trajes caros, un efecto secundario de sus acciones es que otros postulantes tengan menos probabilidades de dar una impresión favorable a los entrevistadores. Desde el  punto de vista de cualquier individuo que busca trabajo, la mejor respuesta va a ser igualar los gastos más altos de los otros, en vez de perder la oportunidad de no tener el trabajo.  Pero este resultado puede ser ineficiente porque si todos gastan más, la probabilidad de cada candidato de tener éxito se mantiene igual. Todos pueden estar de acuerdo en que alguna forma de restricción de gastos colectiva podría ser útil.
Frank nota que tratar a las externalidades posicionales como a las otras externalidades puede llevar una economía invasiva y a una regulación social.

## Posibles soluciones al problema de las externalidades
Hay dos aproximaciones fundamentales a las posible soluciones al problema de las externalidades. La primera deriva de la aproximación de Pigou y otros que depende principalmente de la acción estatal. 
La segunda se deriva de la propuesta realizada por Ronald Coase, popularizada posteriormente por George Stigler con el nombre de Teorema de Coase que establece que: siempre será posible obtener, a través de la negociación, un equilibrio óptimo entre la necesidades de la sociedad y las inevitables externalidades que se generan en la producción necesaria para satisfacer esas necesidades. Esa optimización, que no implica necesariamente la desaparición total de la externalidad pero lleva a un máximo nivel de bienestar, depende de que los derechos de propiedad de las distintas partes estén bien definidos y sean defendibles, que los costos asociados con las negociaciones sean ínfimos y que los actores actúen racionalmente, en el marco del equilibrio general, todo lo cual tenderá a producir soluciones mutuamente satisfactorias por compromiso y compensación entre las partes.
Lo anterior da origen, a nivel práctico, a tres aproximaciones principales:

### Control o persuasión gubernamental
Estas tentativas se pueden dividir en dos grandes grupos: tentativas de persuasión o dirección por parte del gobierno y tentativas de control legal directo, que generalmente se refieren a las externalidades negativas o detrimentales.
- El Gobierno puede tratar más o menos indirectamente de promover o restringir ciertas actividades, por ejemplo a través de impuestos (caso de externalidad negativa) o subvenciones (caso de externalidad positiva), y más en general, actividades de promoción o disuasión que reflejen la valoración social de los efectos externos y que permitan la internalización o realización de ese valor por parte de los participantes. Esta aproximación se deriva directamente de la propuesta de Pigou.

El Gobierno puede también actuar más directamente, estableciendo normas legales que, dada la presencia de externalidades, fijan el nivel óptimo de producción o consumo.
- Prohibición o criminalización de ciertas actividades, tales como el descarte de desperdicios o basuras en lugares de uso público, prohibición de emisión de niveles excesivos de ruido en áreas residenciales, prohibición de fumar en lugares públicos, prohibición de venta o tráfico indiscriminado de substancias consideradas dañinas, etc. (véase por ejemplo: Ley de Sustancias Controladas de Estados Unidos).

- Regulación de ciertas actividades: tales como la imposición de límites o condiciones en el uso de ciertos bienes ajenos o comunes, por ejemplo, condiciones de seguridad en lugares de trabajo (ver, por ejemplo: Comité de Seguridad y Salud); regulaciones en la utilización de agua dulce ya sea para el riego, para trasformarla en agua potable, uso industrial, etc. (véase calidad del agua); regulaciones relacionadas con el tratamiento de aguas residuales. Regulación en la producción, almacenamiento y uso de substancias consideradas peligrosas, etc. (véase por ejemplo: riesgos para la salud de la radioactividad).

### Normas civiles[35]y de contrato
Esta aproximación se caracteriza por la tentativa de definición exacta de lo envuelto en los derechos de propiedad y contratos, pero dejando en la medida de lo posible a los actores mismos la implementación o defensa de tales contratos y derechos. Por ejemplo, en una habitación cerrada los fumadores generan una externalidad negativa sobre los no fumadores al hacerles respirar el humo de los cigarros. Sin embargo, si, por ejemplo, los derechos de propiedad sobre el aire especificaran la calidad del aire a la que se tiene derecho legal, fumadores y no fumadores podrían negociar sobre las compensaciones adecuadas relacionadas con los perjuicios ocasionados por el humo del tabaco.
Sin embargo, como se señaló más arriba, estas soluciones entre fumadores y no fumadores no son tan sencillas, por lo que recientemente, los distintos Estados han tenido que tomar cartas en el asunto al tratarse de un problema de salud pública. Como se sabe, se ha comprobado que la incidencia del cáncer de garganta y de pulmón es varias veces mayor en los fumadores que en los no fumadores. Como los costes del tratamiento del cáncer son muy elevados, nos encontramos que el no fumador tiene una externalidad negativa muy grave porque, además de resultar perjudicado por el humo del tabaco ajeno, tiene que compensar, con su aporte a la medicina pública o privada, los mayores costes ocasionados por los contribuyentes fumadores. Como señala el refrán, siempre terminan pagando justos por pecadores.
Si la información es perfecta y no existen costes de transacción asociados a la negociación, la asignación de los derechos de propiedad permite internalizar el efecto externo y alcanzar la solución eficiente en el sentido de Pareto. El ejemplo que Coase ofrece es ilustrativo: considérese el caso de un granjero cuyas plantaciones son invadidas por las ovejas de un pastor vecino. Si los derechos de propiedad están bien definidos, los costos de la negociación son despreciables y los vecinos actúan racionalmente, ambos tendrán un incentivo para llegar a un acuerdo: ya sea el uno o el otro de los vecinos puede ofrecer una remuneración a quien corresponda el derecho de propiedad sobre el terreno en cuestión, compensación que exceda la ganancia potencial por la actividad que el propietario ejerce, haciendo así más conveniente el uso alternativo y solucionando el problema.
Posteriormente (1970) Kenneth Arrow propuso tratar las externalidades como debidas a un fallo de mercado, consecuentemente, la solución es tratarlas como mercaderías, creando un mercado para el propósito.
Ejemplos de esta aproximación incluyen leyes y acuerdos tanto internacionales como nacionales relacionadas con las responsabilidades contractuales (ver, por ejemplo: Requisitos del contrato; Incoterm; etc) y derechos tanto de productores y usuarios como terceros, representados por cosas tales como las litigaciones de grupo o clases permitidas bajo la legislación española.

### Tentativas de provisión y corrección por parte del Estado
No siempre es posible determinar quién es responsable por el problema, o incluso puede que no haya un grupo diferente a la sociedad misma. Esto da origen a tentativas tanto de corrección como de provisión por parte del estado.
Por ejemplo, el aire en las ciudades tendrá menor calidad que la del aire en un bosque prístino, deterioro que puede alcanzar niveles peligrosos o dañinos para la salud humana. Pero ese deterioro se debe en gran parte, más allá de la polución debida a actividades industriales, de transporte, etc, al hecho de que en las ciudades hay muchas personas por km² utilizando el aire.
Adicionalmente, hay aquellas actividades que, en las palabras de Adam Smith, incurren en tales costes y generan tan pocos beneficios para el proveedor, que pocos o nadie se interesa en efectuarlas. Y, sin embargo, son de beneficio general. Adicionalmente, tenemos esas actividades que se considera que no están en el interés público dejarlas a la actividad privada.
Ejemplos de estas tentativas de provisión o corrección estatal incluyen parques públicos, la administración de justicia; seguridad nacional; programas de promoción de la salud, de educación pública; construcción y mantenimiento de obras públicas, tales como faros; etc.
Así por ejemplo, la provisión de un parque o medio de transporte subvencionado por parte de un gobierno pueden ser considerados tanto una tentativa de corrección de los problemas causados por la mala calidad del aire como la provisión de un bien público (disminución de polución causada por transporte privado —número de automóviles— y provision de aire puro respectivamente). Nótese que esto no implica que una empresa privada no pudiera ofrecer ambos servicios, el argumento es que la provisión al nivel requerido y con la intención mencionada no ofrecería la ganancia necesaria para motivar la acción privada, lo que requiere un financiamiento común, que puede tomar la forma de una subvención a una empresa privada o social. En otras palabras, si se deseara disminuir la polución causada por el gran número de automóviles en el centro de una ciudad, sería quizás necesario ofrecer un sistema de transporte público cuya conveniencia —incluyendo coste— compensará a los individuos que de otra manera usarían sus automóviles.

## Determinación del coste de las externalidades y compensación
Alguna de las sugerencias anteriores se basan en el supuesto que sería posible llegar efectivamente a un acuerdo general entre los actores a fin de determinar un nivel apropiado de compensación. Surge así un problema de revelación de preferencias, ya que los agentes podrían tener incentivos para «comportarse estratégicamente» (por ejemplo: mentir) acerca de su valoración de los efectos externos. Similarmente, la asignación de derechos de propiedad y la negociación sobre los mismos pueden dar lugar a ya sea los mismos comportamientos estratégicos o incluso algunos adicionales, lo que impediría alcanzar una solución óptima. Adicionalmente, no siempre es el caso que los actores poseen la necesaria información o que los costes de transacción (es decir, los costos legales) asociados a una posible negociación sean por lo menos ínfimos.
Finalmente, sucede que el tipo más común de solución es un acuerdo «tácito entre las partes» ya sea a través del proceso político —los Gobiernos son elegidos para lograr compromisos políticos entre los diversos intereses. Por ejemplo, los gobiernos aprueben leyes y reglamentos para hacer frente a la contaminación y otros tipos de daños al medio ambiente— o a través de normas y costumbres sociales, que pueden haber evolucionado como una manera de hacer frente a los costos y beneficios externos. Cualquiera que sea el caso, las comunidades de funcionamiento democrático generalmente se ponen de acuerdo para hacer frente a estos costes y beneficios a través de un consenso. Como Arrow sugiere en su obra (op. cit) es un error reducir la acción común a la acción estatal.
Sin embargo, no es menos cierto que tales acuerdos pueden concretarse más rápida o efectivamente debido a la amenaza de la acción gubernamental. En todo caso, es el deber del estado representar el interés general aun cuando intereses sectoriales lleguen a acuerdos. Por ejemplo, una fábrica de acero cuyas emisiones contaminantes «traspasan» en los pulmones de un gran número de individuos en un área geográfica, es difícil si no imposible, y hay grandes costos de transacción, para un solo miembro de ese público general negociar con el productor, lo cual no evita que la empresa haya llegado a un acuerdo con los sindicatos acerca de medidas de prevención, etc, en el lugar de trabajo mismo.
Todo lo anterior resalta el problema de evaluar tanto los daños y beneficios de una actividad como las compensaciones adecuadas. Considérese por ejemplo el caso de una planta nuclear para la generación de energía eléctrica, cuyas emisiones contaminantes podrían estar asociadas con un incremento porcentual relativamente pequeño de cánceres en la localidad en la que opera. Cualquiera de esos cánceres por sí mismo podría deberse a causas no relacionadas en absoluto con la central eléctrica. Pero en su conjunto ese incremento está relacionado con esas actividades. Adicional, y consecuentemente, el valor de las propiedades en el área cercana pierden valor. Por otra parte, tanto la empresa y los trabajadores como la sociedad en general se benefician de la provisión de energía eléctrica en esa región. ¿Cuál es el balance adecuado entre daños y compensaciones?
Una posible solución se encuentra en la utilización de la Teoría de Juegos para lograr que los agentes revelen su verdadera valoración marginal de los efectos externos, a fin de diseñar mecanismos de compensación que permitan alcanzar una solución eficiente. Se han realizado sugerencias similares que consideran la medición del tiempo como un factor determinante en el valor de la labor humana, así como de los recursos naturales.